# Pařezov
Pařezov (deutsch Parisau) ist eine Gemeinde in Tschechien. Sie liegt sieben Kilometer nordwestlich von Domažlice und gehört zum Okres Domažlice. Pařezov entstand 1990 durch den Zusammenschluss von Nový Pařezov und Starý Pařezov.

## Geographie
Pařezov befindet sich am westlichen Fuße des Pařezovský vrch (Parisauberg, 485 m) in der Chodská pahorkatina. Der Ort liegt gegenüber der Einmündung des Mlýnecký potok am rechten Ufer des Baches Černý potok. Nordöstlich erhebt sich der Červený vrch (Rother Berg, 498 m) und im Nordwesten die Dublovická hora (Doblowitzberg, 482 m). 
Nachbarorte sind Poběžovice, Zámělíč und Otov im Norden, Meclov, Mračnice und Březí im Nordosten, Bozdíš, Dolní Baldov und Luženice im Osten, Ždánov, Dobrá Voda und Újezd im Südosten, Červený Mlýn, Dlouhý Mlýn, Trhanov und Chodov im Süden, Klenčí pod Čerchovem, Blahův Mlýn, Díly und Postřekov im Südwesten, Mlýnec, Papírna, Podhamří, Oslí, Mlýneček und Vranov im Westen sowie Nový Kramolín und Vlkanov im Nordwesten.

## Geschichte
Die erste schriftliche Erwähnung des zur Herrschaft Ronšperk gehörigen wüsten Dorfes Pařezov erfolgte im Jahre 1537. Um 1700 ließ die Herrschaft im Wald am Nordwesthang des Parisauberges ein neues Dorf Parisau anlegen. 1757 entstand in südwestlicher Nachbarschaft des Straßenangerdorfes Parisau das aus einer kleinen Häuserreihe bestehende Straßendorf Neu Parisau. Das ältere Dorf wurde fortan Alt Parisau genannt. Beide Ortschaften hatte zu dieser Zeit zusammen lediglich 44 Einwohner. Neu Parisau war 1839 auf 26 Häuser angewachsen und hatte 211 Einwohner.
Nach der Aufhebung der Patrimonialherrschaft bildeten Alt-Parisau und Neu-Parisau ab 1850 Ortsteile der Gemeinde Wottawa im Gerichtsbezirk Bischofteinitz. Seit 1869 gehörten beide Orte zum Bezirk Bischofteinitz. Im Jahre 1913 bestand Neu Parisau aus 32 Häusern. 1930 lebten in den 41 Häusern von Neu Parisau 215 Personen, Alt Parisau bestand aus 25 Häusern und hatte 138 Einwohner. Nach dem Münchner Abkommen wurden Alt Parisau und Neu Parisau dem deutschen Reich zugeschlagen und gehörten bis 1945 zum Landkreis Bischofteinitz. Am 10. Juni 1945 wurden in Alt- und Neu-Parisau vier deutsche Männer verhaftet und abtransportiert, ohne je wieder aufzutauchen. Nach dem Ende des Zweiten Weltkrieges wurden die meisten Deutschen vertrieben und Tschechen angesiedelt, die Einwohnerzahl beider Dörfer sank dadurch drastisch. Seit 1960 gehörten beide Dörfer zum Okres Domažlice. Im Jahre 1961 erfolgte die Eingemeindung nach Nový Kramolín. Zwischen 1985 und 1990 gehörten Nový Pařezov und Starý Pařezov als Ortsteile zu Poběžovice. Am 24. November 1990 lösten sich beide Dörfer von Poběžovice los und bildeten die Gemeinde Pařezov. Beim Zensus von 1991 lebten in den 19 Wohnhäusern von Nový Pařezov 64 Menschen, Starý Pařezov bestand aus 16 Wohnhäusern und hatte 31 Einwohner.

## Gemeindegliederung
Die Gemeinde Pařezov besteht aus den Ortsteilen Nový Pařezov (Neu Parisau) und Starý Pařezov (Alt Parisau). Grundsiedlungseinheit ist Pařezov.

## Sehenswürdigkeiten
- Jan-Hus-Denkmal auf den Dorfplatz von Starý Pařezov
- Steinbruchsee an der Flurgrenze zu Ždánov